# أسل ملتف
أسل ملتف (الاسم العلمي: Juncus revolutus) نوع نباتي يتبع جنس الأسل وينتمي إلى الفصيلة الأسلية.